# Guillem de Vilamarí
Guillem de Vilamarí (spanisch Guillermo de Vilamarí, Wilhelm von Vilamarí, * 13. Jahrhundert; † 27. September 1318) war ein Bischof von Girona. Er war der Neffe von Bernat de Vilamarí, dem er auf dem Bischofsstuhl folgte.

## Leben und Werk
Als Guillem de Vilamarí zum Bischof gewählt wurde, war er Kanoniker der Kathedrale von Girona und Abt der Stiftskirche Sant Feliu in Girona. 1313 wurde er entsandt, um während des Avignon-Schismas Frieden und Harmonie zwischen den französischen und italienischen Kardinälen zu schaffen. Er nahm an der Synode teil, auf der der französische Papst Johannes XXII., Bischof von Avignon und Lyon, gewählt wurde. Dieser wurde dann am 7. August 1316 in der Kathedrale von Lyon gekrönt. Guillem starb am 27. September 1318 und wurde in der Kapelle Sant Bernat und Santa Marta in der Kathedrale von Girona in einem weißen Marmorgrab gegenüber seinem Onkel Bernat beigesetzt.